# Aleksa Batak
Aleksa Batak (* 18. Januar 2000) ist ein serbischer Volleyballspieler.

## Karriere
Batak begann seine Karriere 2016 bei OK Partizan Belgrad. In der folgenden Saison spielte er bei OK Niš und anschließend bei Mladi Radnik Požarevac. 2019 verließ der Zuspieler erstmals die Heimat und wechselte zum italienischen Erstligisten Consar Ravenna. 2021 kehrte er zunächst nach Požarevac zurück. Dann wechselte er aber noch zum französischen Erstligisten AS Cannes. In der Saison 2022/23 spielte er wieder bei Partizan Belgrad und gewann mit dem Verein das Triple aus nationalem Pokal, Meisterschaft und Supercup. 2023 nahm er mit der serbischen Nationalmannschaft an der Nations League teil. Zur Saison 2023/24 wurde Batak vom deutschen Bundesligisten VfB Friedrichshafen verpflichtet. Mit dem Verein erreichte er als Tabellendritter der Hauptrunde das Finale der Bundesliga-Playoffs. In der Saison 2024/25 schied Friedrichshafen im DVV-Pokal-Viertelfinale aus und musste sich im Playoff-Halbfinale geschlagen geben.